# Ponoj
Ponoj (rusky Поной) je řeka na Kolském poloostrově v Murmanské oblasti v Rusku. Je 426 km dlouhá. Její povodí má rozlohu 15 000 km².

## Původ názvu
Jméno řeky pochází ze sámského názvu Pjenneoj, což znamená "Psí řeka".

## Průběh toku

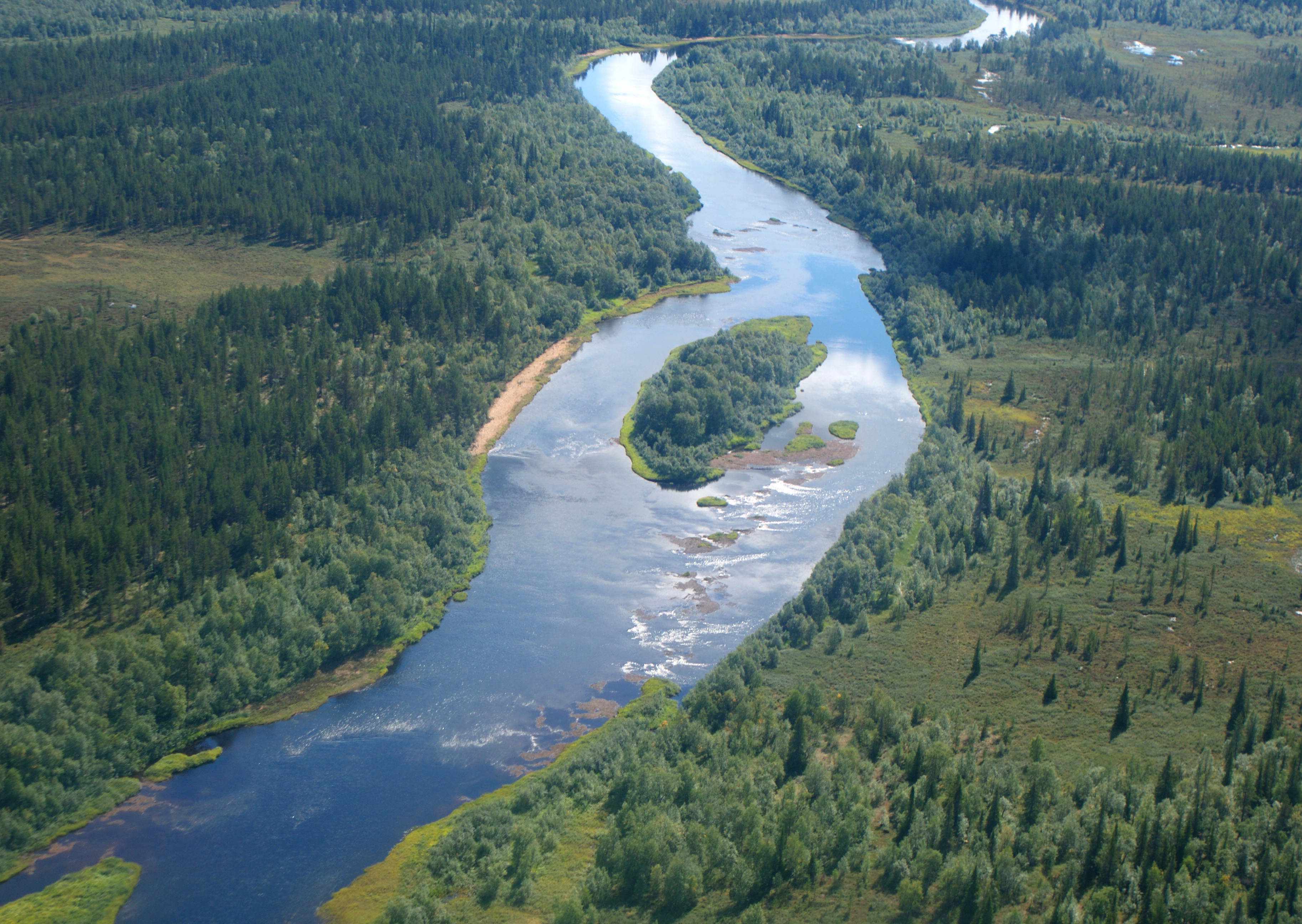
Řeka Ponoj v Ponojské přírodní rezervaci (Понойский заказник)

Ponoj pramení v západní části vysočiny Kejvy a ústí do Bílého moře na Terském břehu. Na horním a středním toku teče v nízkých březích, na dolním toku protéká mezi výběžky Kejvy kaňonovým údolím.
Řeka má četné přítoky, její koryto je plné peřejí, z nichž nejznámější je Kolmacká peřej.

## Vodní stav
Zdroj vody je převážně sněhový. Zvýšená hladina je na jaře (březen až červen) a v létě a na podzim voda opadá.
Průměrný průtok je 175 m³/s, maximální až 3500 m³/s. Řeka zamrzá od konce října až začátku listopadu a rozmrzá v první polovině května.

## Využití
Řeka je splavná.

## Historie

### Těžba mědi
Ve 30. a 40. letech 18. století existovaly na dolním toku řeky Ponoje v oblasti jejího ramene Rusinge tzv. Laplandské závody, což byl průmyslový komplex na těžbu a zpracování měděných rud. Ložisko bylo objevené dvěma měšťany z Archangelska. Koncem 30. let přešly zdejší těžební a zpracovatelské závody do vlastnictví státu a v roce 1744 byly kvůli malé výnosnosti ložiska uzavřeny.